# Bill Mackrell
Pas d'image ? Cliquez ici

a Compétitions nationales et continentales officielles uniquement.

b Matchs officiels uniquement.
Dernière mise à jour le 8 mars 2023.
William Henry Clifton Mackrell dit Bill Mackrell, né le 20 juillet 1881 à Milton et mort le 15 juillet 1917 à Auckland, est un joueur de rugby à XV qui a joué avec l'équipe de Nouvelle-Zélande. Il évolue au poste de talonneur. 

## Carrière
Il joue pour la province d'Auckland. Il dispute son premier et unique test match avec l'équipe de Nouvelle-Zélande contre l'équipe de France le 1er janvier 1906. Il participe à la tournée des Originals, équipe représentant la Nouvelle-Zélande en tournée en Grande-Bretagne en 1905, en France et en Amérique du Nord en 1906. Il est longtemps malade et dispute seulement six des trente-cinq matchs, les titulaires ayant conforté leur place.
Puis, Bill Mackrell change de code et pratique le rugby à XIII. Il participe à la tournée en Grande-Bretagne organisée en 1907 par Albert Henry Baskerville, selon les règles de la Rugby Football League. L'équipe est surnommée All Gold par la presse néozélandaise, faisant une infidélité au surnom All Black. Elle compte comme Originals, Massa Johnston, Bronco Seeling et Duncan McGregor. 

## Statistiques en équipe nationale
- 1 sélection avec l'équipe de Nouvelle-Zélande
- Sélection par an : 1 en 1906
- Nombre total de matchs avec les All Blacks : 7